# 蓬头鬼
蓬頭鬼是记载于《子不语》和《濟公全傳》的妖怪。

## 样貌特征
頭髮像針,亂蓬蓬地蓋在腦袋上。愛穿顏色鮮豔的衣服,经常出沒在包括森林一些動物密集的地方。當有人類殺死動物時，它就會出現。头上的鬃特别长，像个不修边幅的女人。还有“尖嘴”“黄毛”“分头”“五角星”等特征。肥胖的像脸盆，另外有瘦小巴掌大的秃头鬼。

## 习性
会像球那样滚，还会让人喷嚏不止,且能变为黑烟散去。平时躲在牌楼上的石绣球中，手拿纸钱当飞镖，串有一丈多长，密密麻麻，好像串着珠子一样。会把头拿下来放在大腿上，梳头发。

## 参看
中国妖怪列表
1. 1 2  子不语:杭州三元坊石牌樓旁居老嫗沈氏,素能見鬼,常言十年前見一蓬頭鬼,匿牌樓上石繡球中,手執紙錢為標,長丈餘,累累若貫珠。伺人過牌樓下,暗擲標打其頭。人輒作寒噤,毛孔森然,歸家即病,必向空中祈禱,或設野祭方愈。蓬頭鬼借此伎倆,往往醉飽。一日,有長大男子
2. ↑  袁枚. . 一個人. 2014 年 12 月 10 日.
3. ↑  張公輔. . 奇幻基地. 2019 年 1 月 28 日: 178. ISBN 9789869683333.
4. ↑  王延辉、王树理、石舒清、马知遥、李进祥、马金莲、查舜、古原. . 青苹果数据中心. 2015 年 11 月 2 日. ISBN 9787532520527.
5. ↑  中国民间文艺研究会. 福建分会. . 福建人民出版社. 1982 年.
6. ↑  徐华龙. . 中国华侨出版社. 2011 年 5 月 7 日: 329.
7. ↑  袁枚，陆海明. . 上海古籍出版社. 1995 年: 178. ISBN 9787532520527.
8. ↑  徐华龙. . 广西民族出版社. 1994 年: 474.